# Marlon Sequén
Marlon Renato Sequén Suruy (ur. 23 czerwca 1993 w mieście Gwatemala) – gwatemalski piłkarz występujący na pozycji środkowego pomocnika, reprezentant Gwatemali, od 2022 roku zawodnik Municipalu.